# Raffaele Guaita
Pour les articles homonymes, voir Guaita (homonymie).
Raffaele Guaita est un footballeur italien, né le 26 février 1922 à Vigevano et mort le 1er mai 1996 à Abbiategrasso.

## Biographie
Raffaele Guaita joue un total de 81 matchs en Série A, 60 en Série B et plus d'une centaine dans la Série C, sans marquer de buts.

## Clubs
- 1941-1943 -  Vigevano
- 1945-1950 -  Inter
- 1950-1952 -  SPAL
- 1952-1953 -  Genoa
- 1953-1954 -  Vigevano